# Pandora's Piñata
Pandora's Piñata (La piñata de Pandora) es el tercer álbum de estudio de la banda sueca de Avant-garde metal Diablo Swing Orchestra. Se publicó el 14 de mayo en Europa, bajo el sello discográfico de  Candlelight Records y en América del Norte el 22 de mayo del mismo año bajo el sello discográfico de The Laser's Edge / Sensory en Estados Unidos y Canadá respectivamente.
El álbum cuenta con la participación de Petter Karlsson (ex-Therion) en la batería, quien ahora se encuentra enfocado en su nuevo proyecto musical Holocaster. Al igual que el álbum anterior, se realizó bajo la producción de Roberto Laghi, cuenta con la ingeniería de Pontus Mantefors; el diseño de la portada es de Peter Bergting, y el resto del diseño gráfico es de Anders Johansson.

## Listado de canciones
| N.º | Título                             | Escritor(es) | Duración |  |
| 1.  | «Voodoo Mon Amour»                 |              | 4:32     |  |
| 2.  | «Guerrilla Laments»                |              | 5:03     |  |
| 3.  | «Kevlar Sweethearts»               |              | 3:32     |  |
| 4.  | «How to Organize a Lynch Mob»      |              | 0:54     |  |
| 5.  | «Black Box Messiah»                |              | 3:02     |  |
| 6.  | «Exit Strategy of a Wrecking Ball» |              | 6:11     |  |
| 7.  | «Aurora»                           |              | 5:13     |  |
| 8.  | «Mass Rapture»                     |              | 6:11     |  |
| 9.  | «Honey Trap Aftermath»             |              | 4:22     |  |
| 10. | «Of Kali Ma Calibre»               |              | 4:31     |  |
| 11. | «Justice for Saint Mary»           |              | 8:30     |  |

## Gira latinoamericana promocional
Para promocionar el álbum en Latinoamérica, la banda realizó una gira con las siguientes fechas :

### Fechas de la gira
| Día                | Ciudad           | País      | Lugar               |
| ------------------ | ---------------- | --------- | ------------------- |
| Latinoamérica      |                  |           |                     |
| 24 de mayo de 2012 | Caracas          | Venezuela | La Quinta           |
| 25 de mayo de 2012 | Medellín         | Colombia  | Teatro Matacandelas |
| 27 de mayo de 2012 | Bogotá           | Colombia  | Ozzy Bar Rock Café  |
| 29 de mayo de 2012 | São Paulo        | Brasil    | Inferno Club        |
| 30 de mayo de 2012 | Buenos Aires     | Argentina | Salón Reducci       |
| 1 de junio de 2012 | Ciudad de México | México    | Circo Volador       |
| 2 de junio de 2012 | Guadalajara      | México    | Calle 2             |